# 貝爾蒙特 (喬治亞州)
貝爾蒙特（英語：Belmont）是位於美國喬治亞州霍爾縣的一個非建制地區。該地的面積和人口皆未知。

## 地理
貝爾蒙特的座標為34°11′08″N 83°45′41″W / 34.18556°N 83.76139°W，而該地的平均海拔高度為348米（即1142英尺）。